# Zabornia (powiat głogowski)
Zabornia (niem. Sabor) – wieś w Polsce położona w województwie dolnośląskim, w powiecie głogowskim, w gminie Głogów.

## Podział administracyjny
W latach 1975–1998 miejscowość położona była w województwie legnickim.

## Demografia
Najmniejsza wieś gminy Głogów. Według ostatniego Narodowego Spisu Powszechnego liczyła 66 mieszkańców (31 III 2011 r.).